# Bartholomäus Ebner

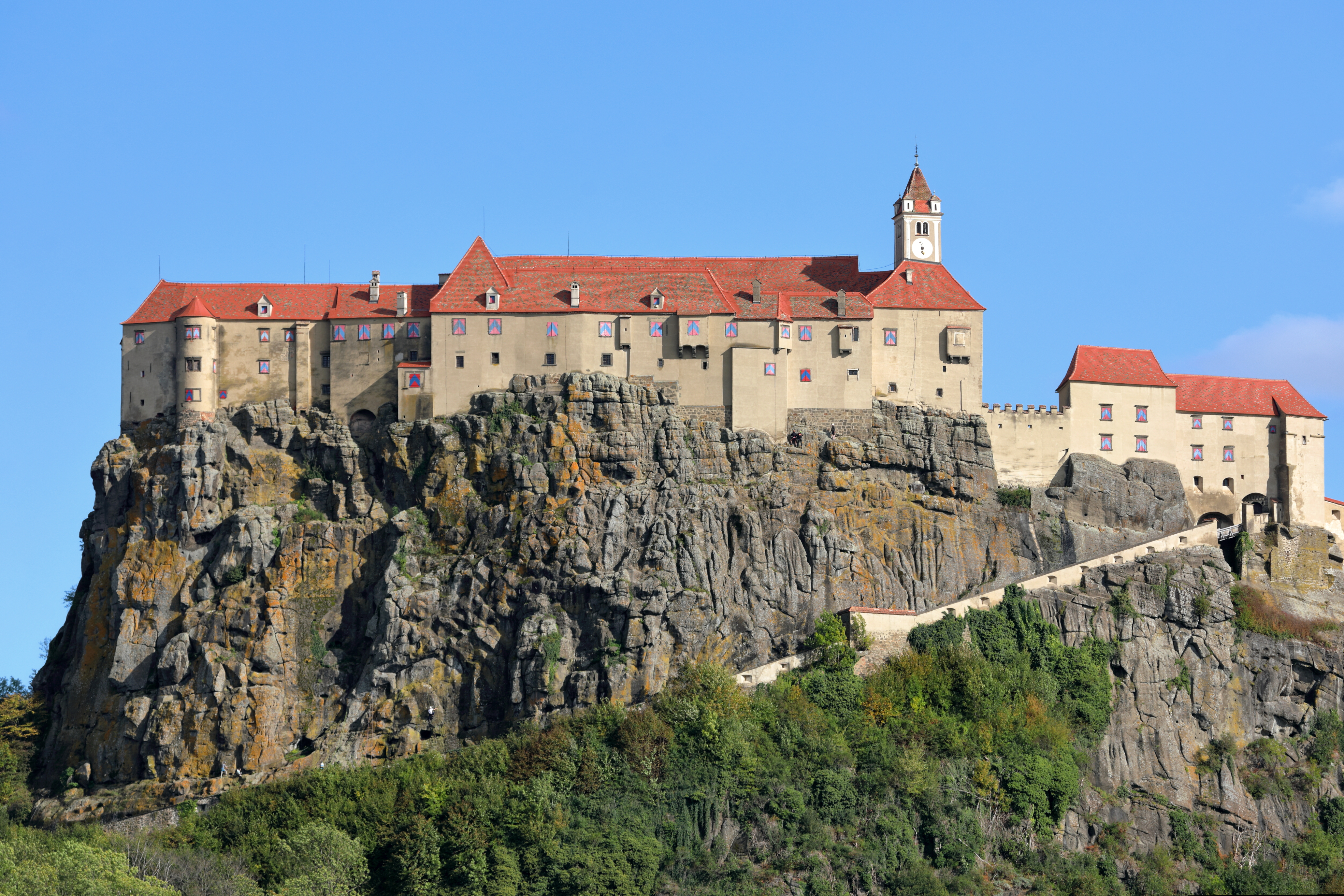
Riegersburg, Ebner 1678–1690

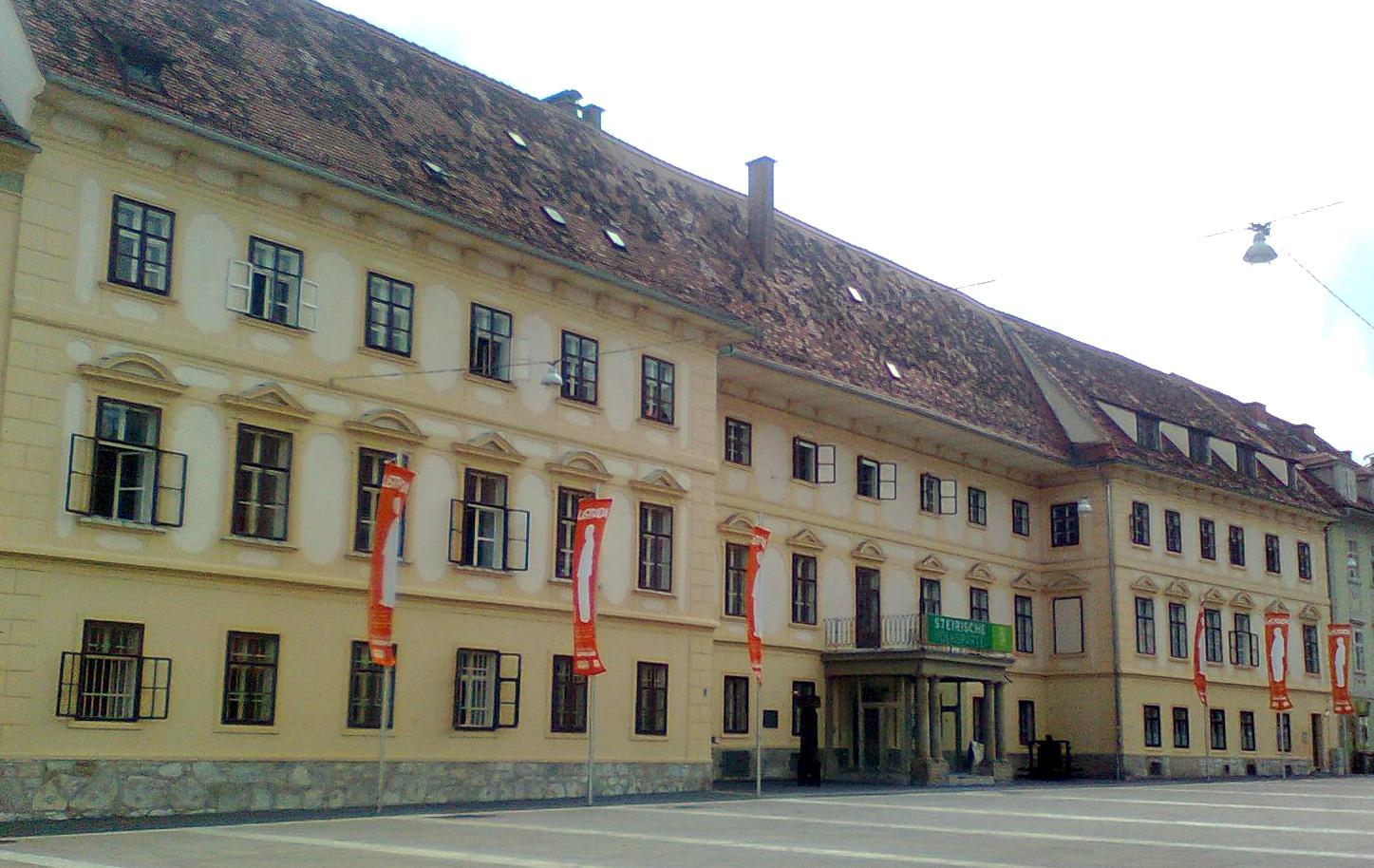
Palais Galler

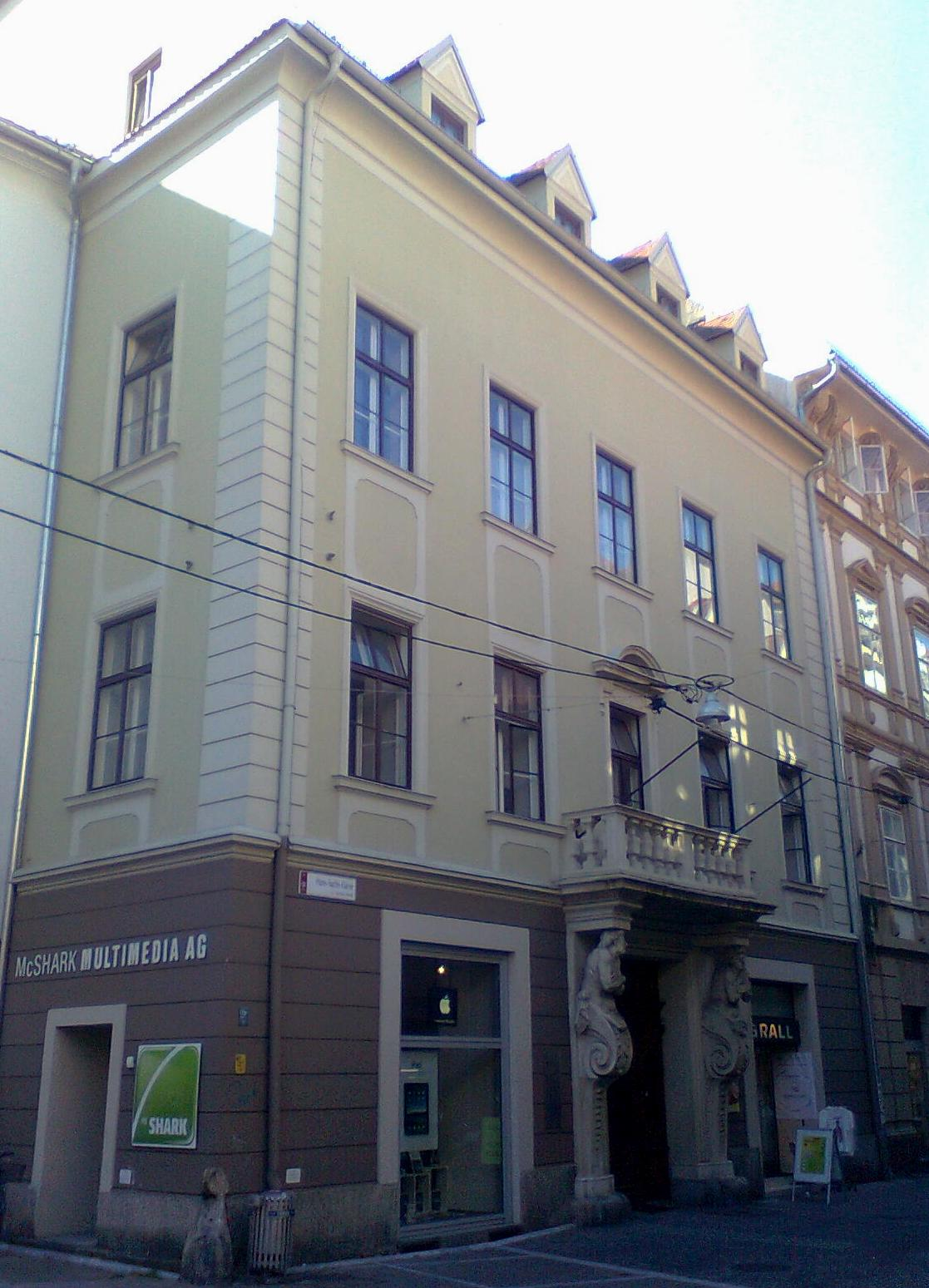
Palais Stubenberg

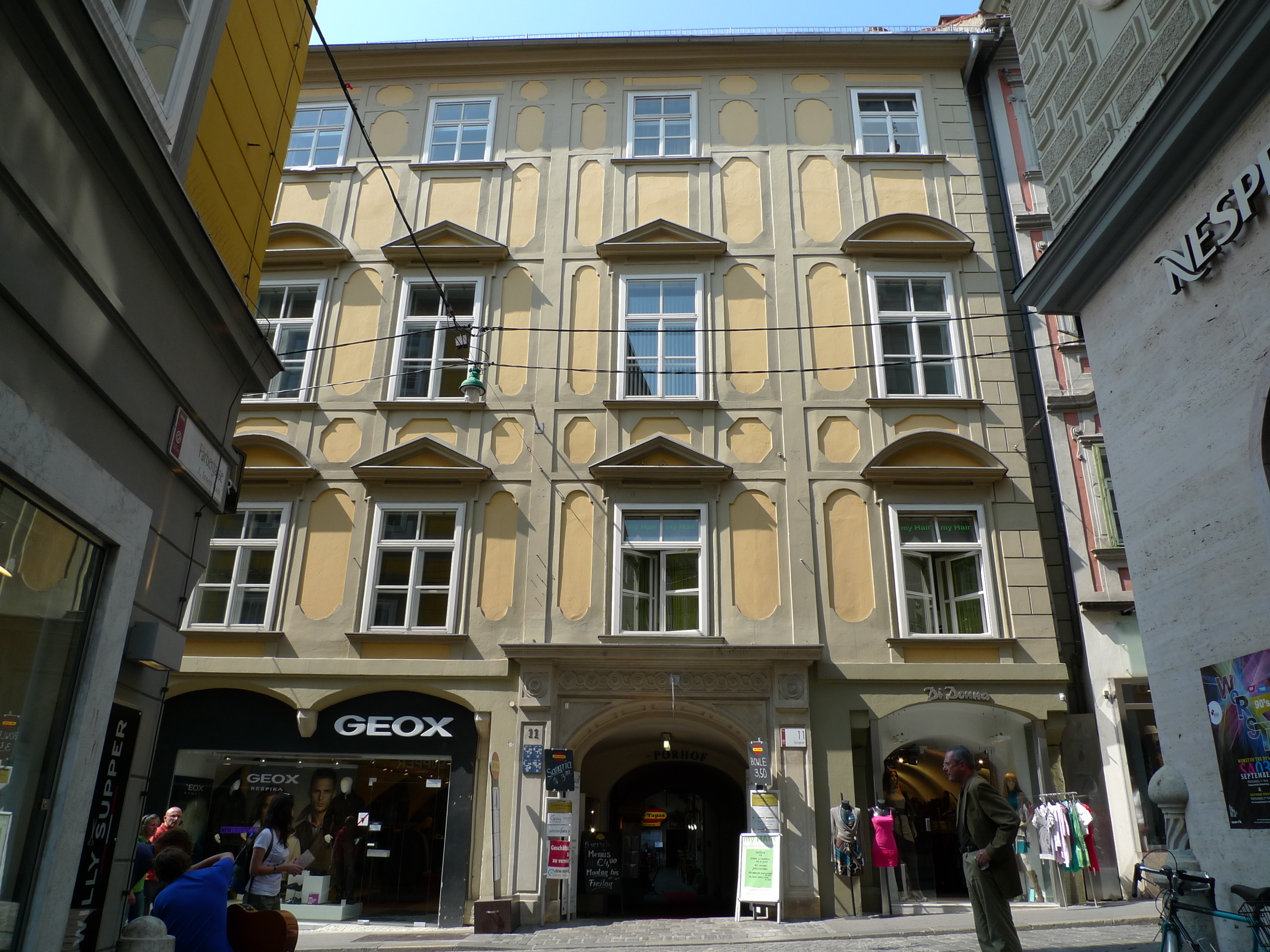
Sporgasse 11, einst Palais Rottal

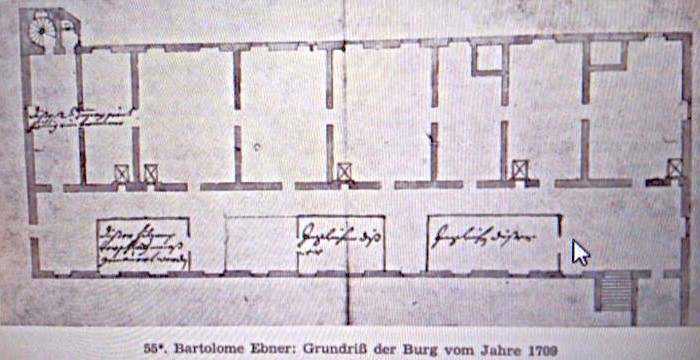
Sein Grundriss-Plan der Grazer Burg 1709

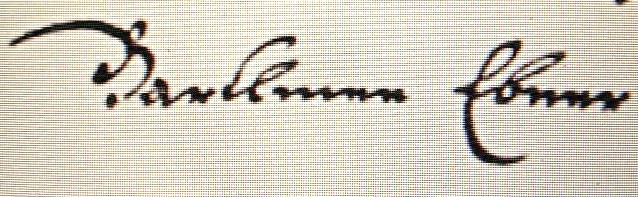
Unterschrift Bartlme Ebner

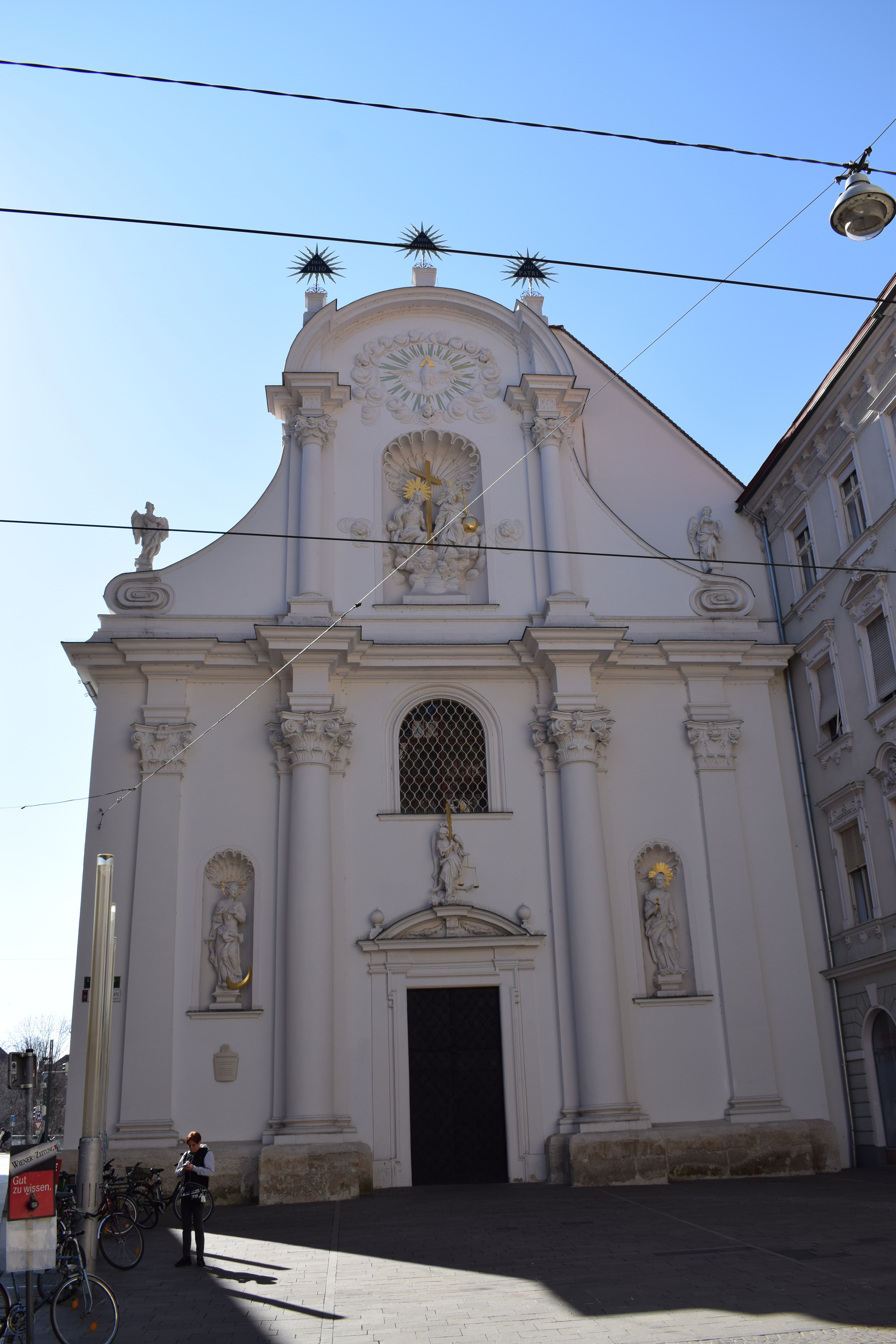
Dreifaltigkeitskirche in Graz 1694–

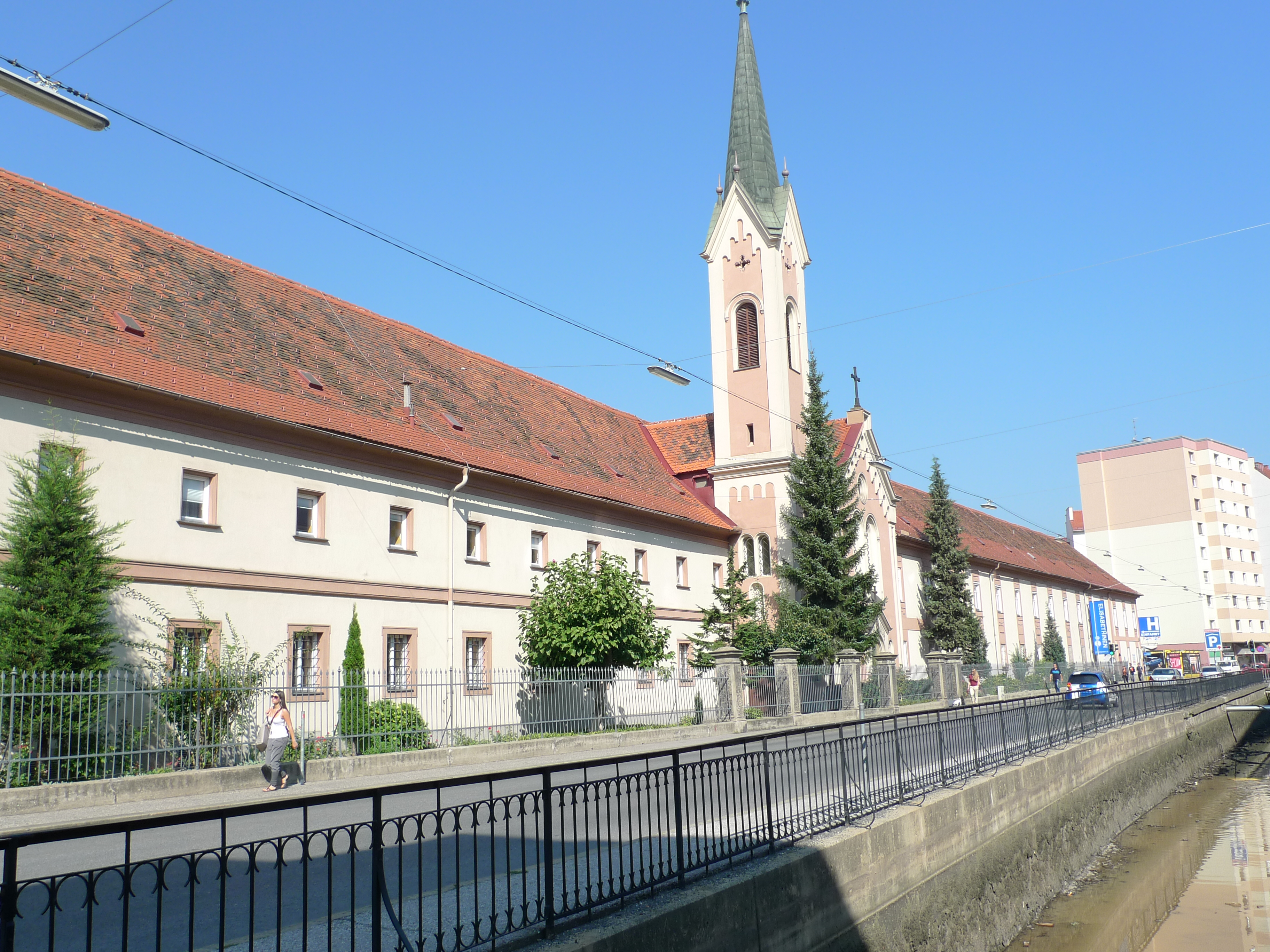
Graz Elisabethinenkonvent, Krankenhaus und Kirche 1694–1697

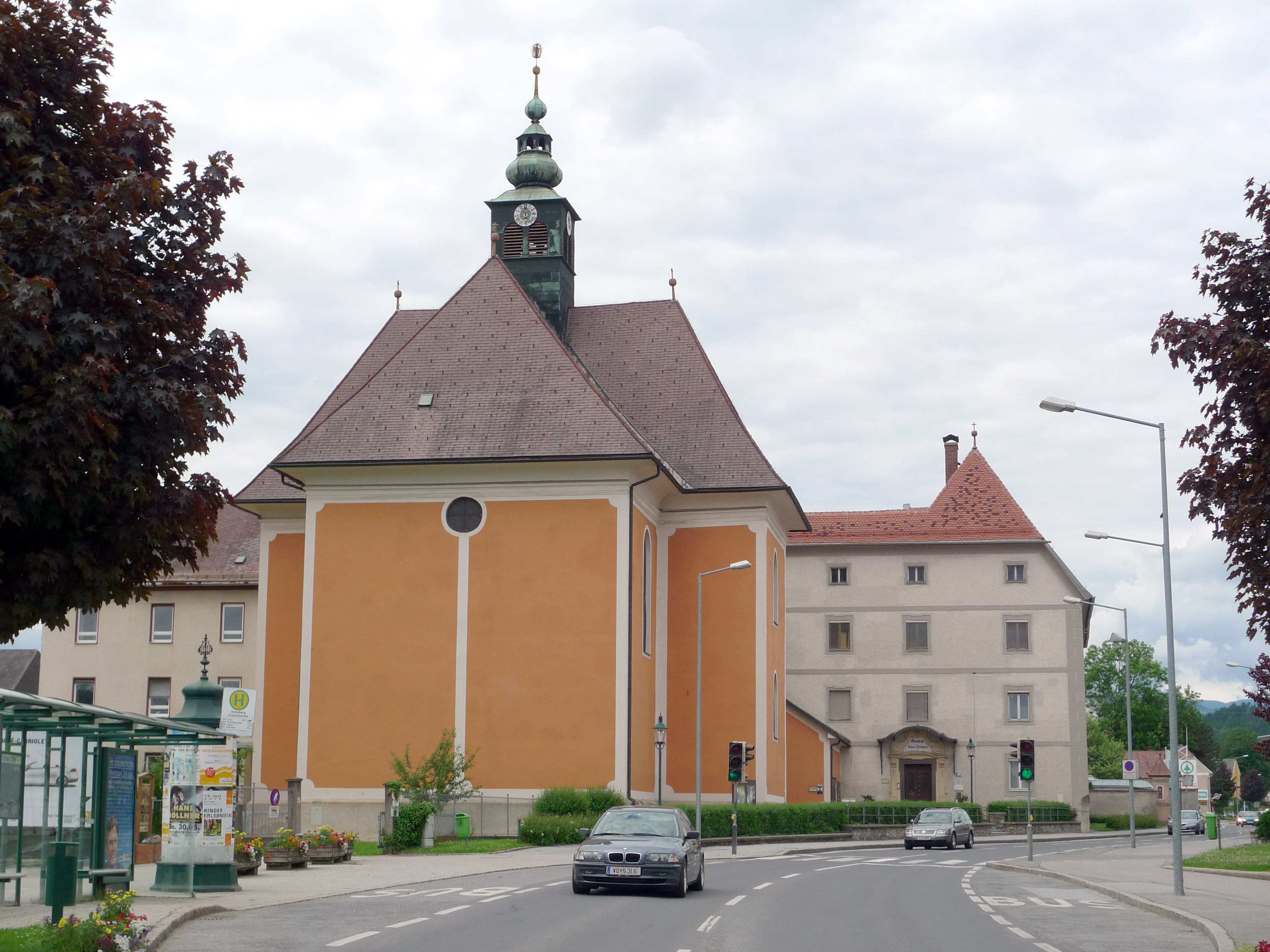
Pfarrkirche Voitsberg 1690–1708

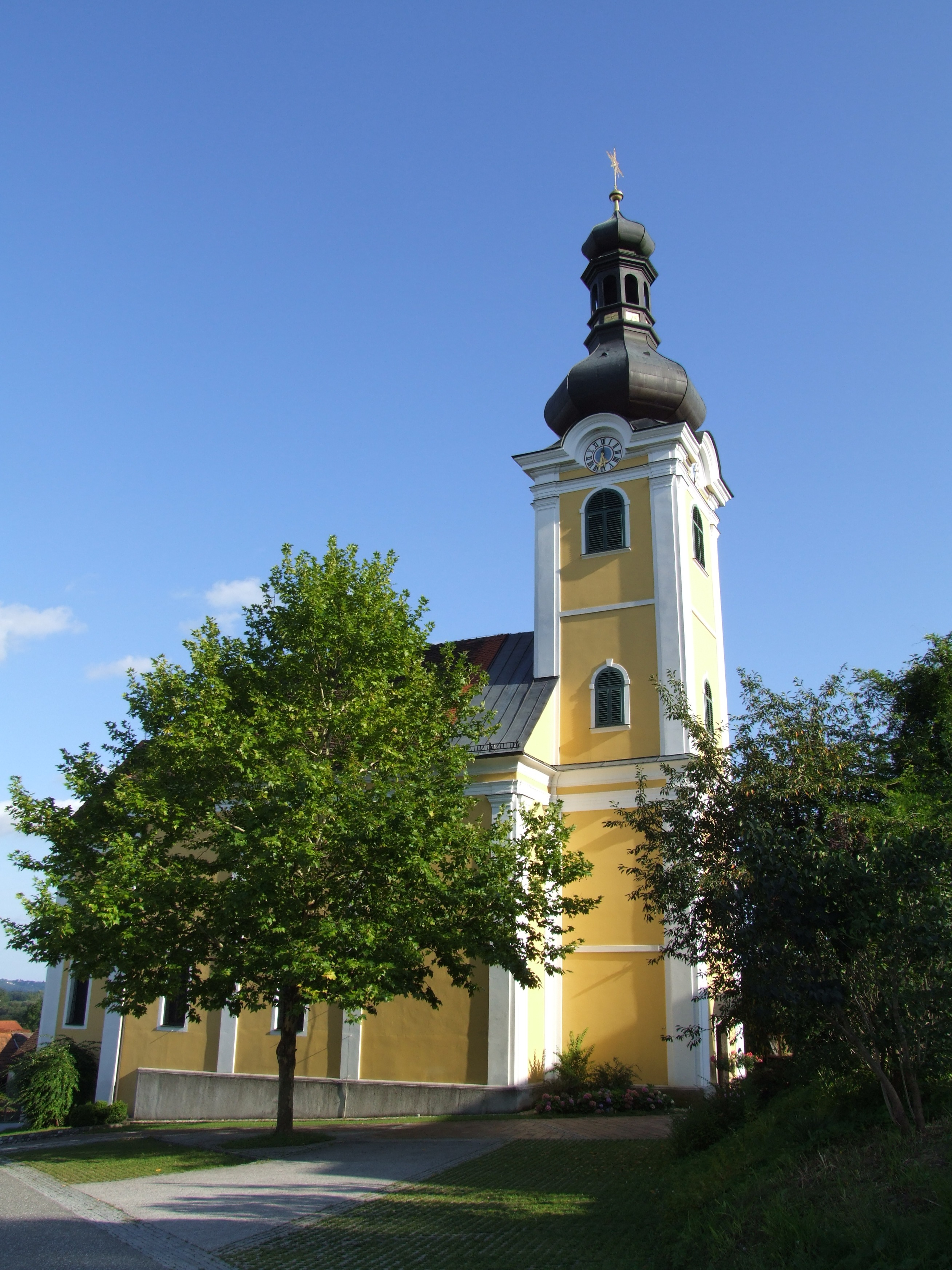
Pfarrkirche St. Sebastian Blumau 1702

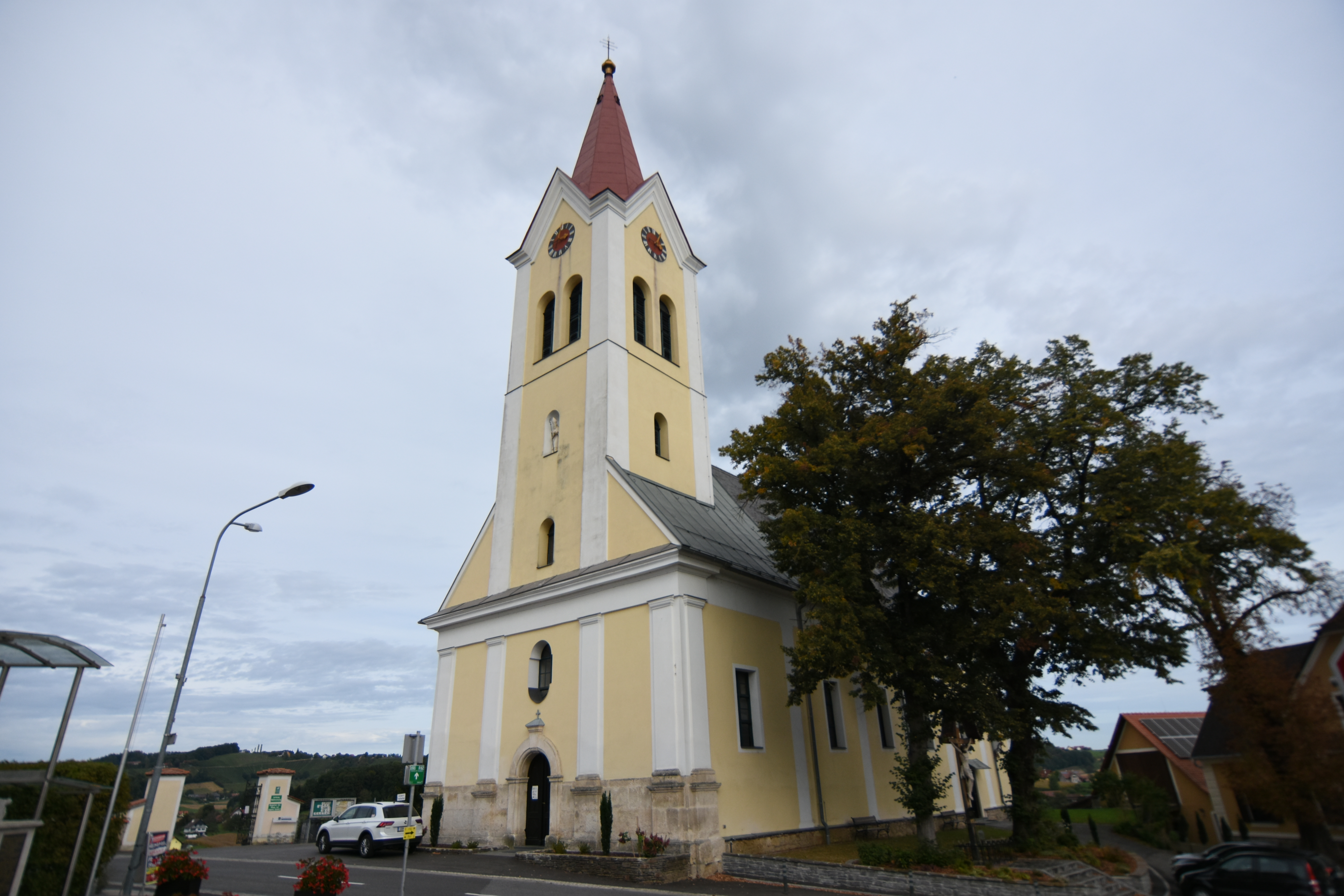
Pfarrkirche St. Nikolai im Sausal 1705–1710

Bartholomäus Ebner, auch Bartlme Ebner, Bartlmä Ebner (* um 1645 in Sankt Peter ob Judenburg; † 25. März 1716 in Graz) war ein Architekt, Kirchenbaumeister und Hofbaumeister.

## Leben und Wirken

### Familie
Bartlme Ebner heiratete in Graz am 12. Mai 1669 die Witwe Maria Oberdorfer Frau Maria starb am 8. Mai 1672 (als Maurerin bezeichnet) bei der Geburt eines Kindes. Der Witwer ehelichte am 26. Juli 1672 Apollonia Premser aus Weißkirchen; nach ihrem Tode die Witwe Anna Maria Wieser von Wiesenthal; nach ihrem Ableben ehelichte er am 4. Februar 1703 die Witwe Catharina Uhlikh, begraben am 11. März 1708 in der Gruft der Stadtpfarrkirche. Bartholomäus überlebte sie 8 Jahre.

### Hauptlade der Maurer und Steinmetzen in Graz
Seine Meisterprüfung legte er am 29. Dezember 1674 ab, seine Kommissäre waren Franz Isidor Carlone und Domenico Orsolino, und es wurde akzeptiert. 1675 legte Bartlme Thore den Meisterriss vor, seine Prüfmeister waren Hans Pozzo und Bartlme Ebner.
Er sprach den Lehrling Andreas Stengg am 27. Juni 1683 frei und war 1689 als sein Meister Trauzeuge bei dessen Hochzeit. Den Bruder Michael Stengg nahm er als Lehrling auf, die Freisprechung erfolgte 1686 und prüfte als Kommissär 1702 mit dem Mitmeister Georg Sindler sein Meisterstück. Bei der nächsten Generation, dem Maurer Johann Georg Stengg, Sohn des Andreas, war er Prüfmeister für die Meisterschaft am 9. Jänner 1716 mit Josef Carlone. Im März starb Ebner.
- In seiner großen Werkstätte bildete er, laut „Grazer Maurer-Aufdingbuch“, in den Jahren 1675 bis 1691 33 Lehrlinge aus. Zum Zechmeister wählte ihn das Handwerk in den Jahren 1676, 1679, 1684, 1688, 1694, 1696, 1701, 1703 und 1707 mit den Meistern Franz Isidor Carlone, Joachim Carlone, Domenico Orsolino,

### Landschaftlicher Maurermeister – Hofmaurermeister – Kriegsmaurermeister
Die steirischen Stände bestellten 1676 den Bartlme Ebner zum „Landschaftlichen Maurermeister“, der für ihre Bauten verantwortlich war. Er war von 1686 bis 1716 für die Grazer Fortifikationsbauten als Kriegsmaurermeister verantwortlich und kümmerte sich vor allem um ihre Instandhaltung.
Als Hofbaumeister hatte er nach Bränden den Schaden zu dokumentieren und die notwendigen Kosten richtig abzuschätzen. Am 28. Jänner 1707 brach in der Burg ein Brand aus. Ebners Kostenvoranschlag belief sich auf 2.558 fl, er legte einen Riss bei, der den Komplex vom Portal zur Kammerkapelle umfasst.(siehe Bild seines Planes →)

## Werke

### In Graz
„Seit 13 Jahren, also seit 1675, habe er bei den Festungen Graz, Fürstenfeld, Radkersburg und auch bei den ‚Windischen‘ Grenzfesten mitgewirkt, als Schätzmeister und Restaurator. Er machte im Vorjahr fünf Monate lang Fe1dzüge mit, nach Siclos und Fünfkirchen, stellte Wehrmauern wieder her, der wertesten Steiermark zu Nutzen. Er stellte ein ‚Versaumbnis‘ eigener Aufträge fest.“

- Palais Stubenberg

Landeshauptmann Georg von Stubenberg beauftragte 1689 Bartholomäus Ebner mit dem Bau seines Palais.
- Palais Galler[5]

Auf dem Karmeliterplatz 6 wurden Vorbauten abgebrochen und dort um 1680 und 1690 nach Plänen und der Bauleitung des Architekten Bartholomäus Ebner das barocke Palais errichtet. Bereits 1693 wurde das Palais vom Grafen Wilhelm Galler gekauft.
- Palais Rottal[7]

Das Wohn- und Geschäftshaus in der Sporgasse 11 mit barocker Putzfelder Fassade wurde 1690 unter Verwendung alter Bauteile von Hofbaumeister Bartlme Ebner für Johann Christoph Graf von Rottal als Adelspalais erbaut.
- Ordenskirche der Ursulinen – Dreifaltigkeitskirche[9]

Hofmaurermeister Bartholomäus Ebner errichtete von 1694–1700 die neue Ordenskirche der Ursulinen in der Sackgasse. Die Kirche erhielt das Patrozinium der Heiligen Dreifaltigkeit. Bischof Graf Franz Anton Adolph von Wagensperg weihte am 21. September 1704 die Kirche. Es folgten noch die weiteren Gebäude der Klosteranlage, wobei Bartholomäus Ebner ab 1711 schwer erkrankte und Maurermeister Leithner die Arbeiten beendete.
- Krankenhaus der Elisabethinen und Elisabethinenkirche (Graz)[11]

Bartholomäus Ebner errichtete gemeinsam mit Baumeister Joachim Carlone 1694 für die Ordensschwestern der Elisabethinen ein Kloster und Krankenhaus, anschließend 1696 die zugehörige Elisabethinenkirche. Er hat also einige Jahre zwei Baustellen parallel geleitet.
- Pfarrkirche St. Veit[12]

Diese Kirche wird dem Hofbaumeister des Stiftes Lambrecht Domenico Sciassia zugeschrieben, der Turmhelm mit der Laterne wurde urkundlich von Bartholomäus Ebner und dem Zimmerermeister Johann Georg Flexner 1713 errichtet.

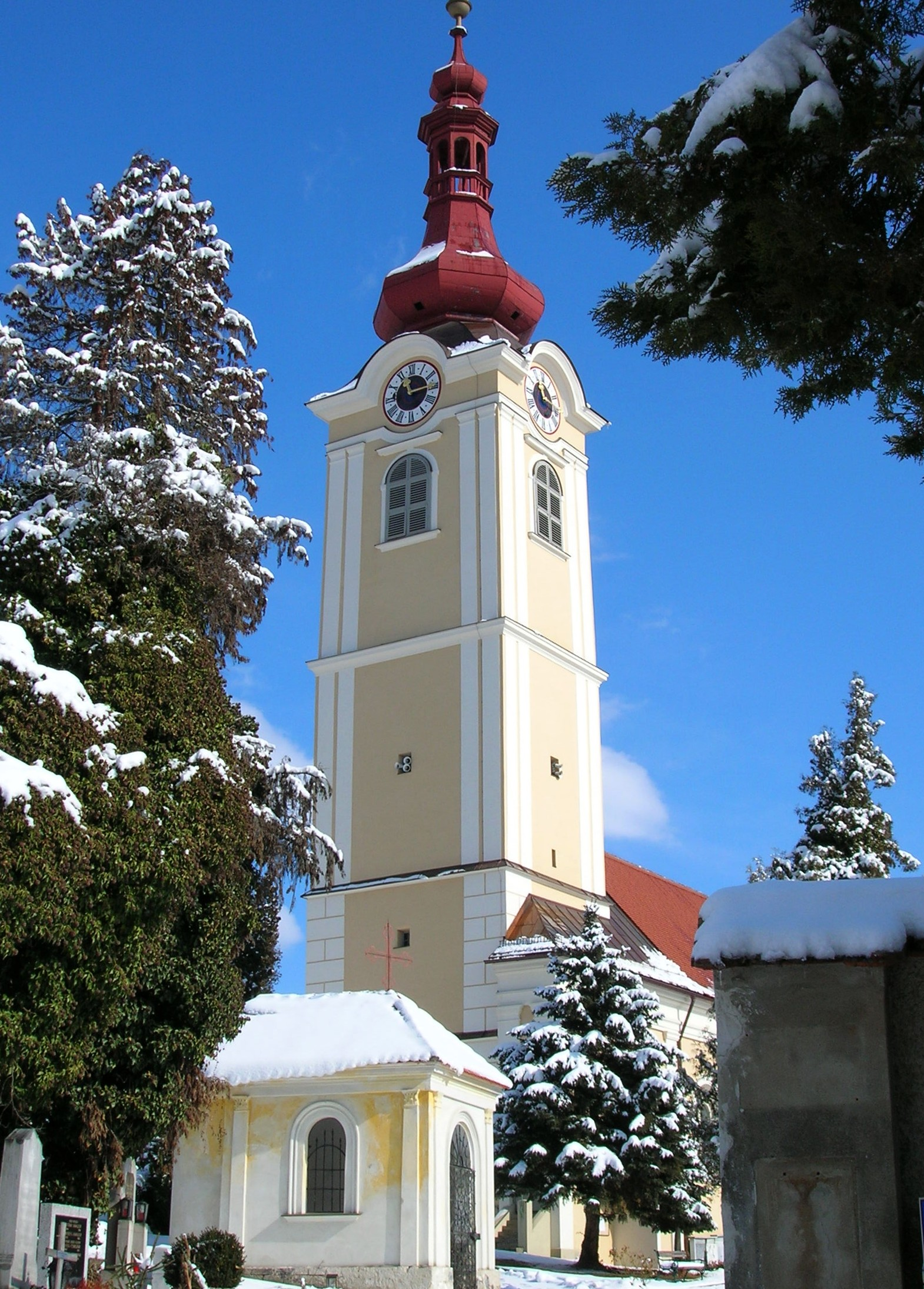
St. Veit
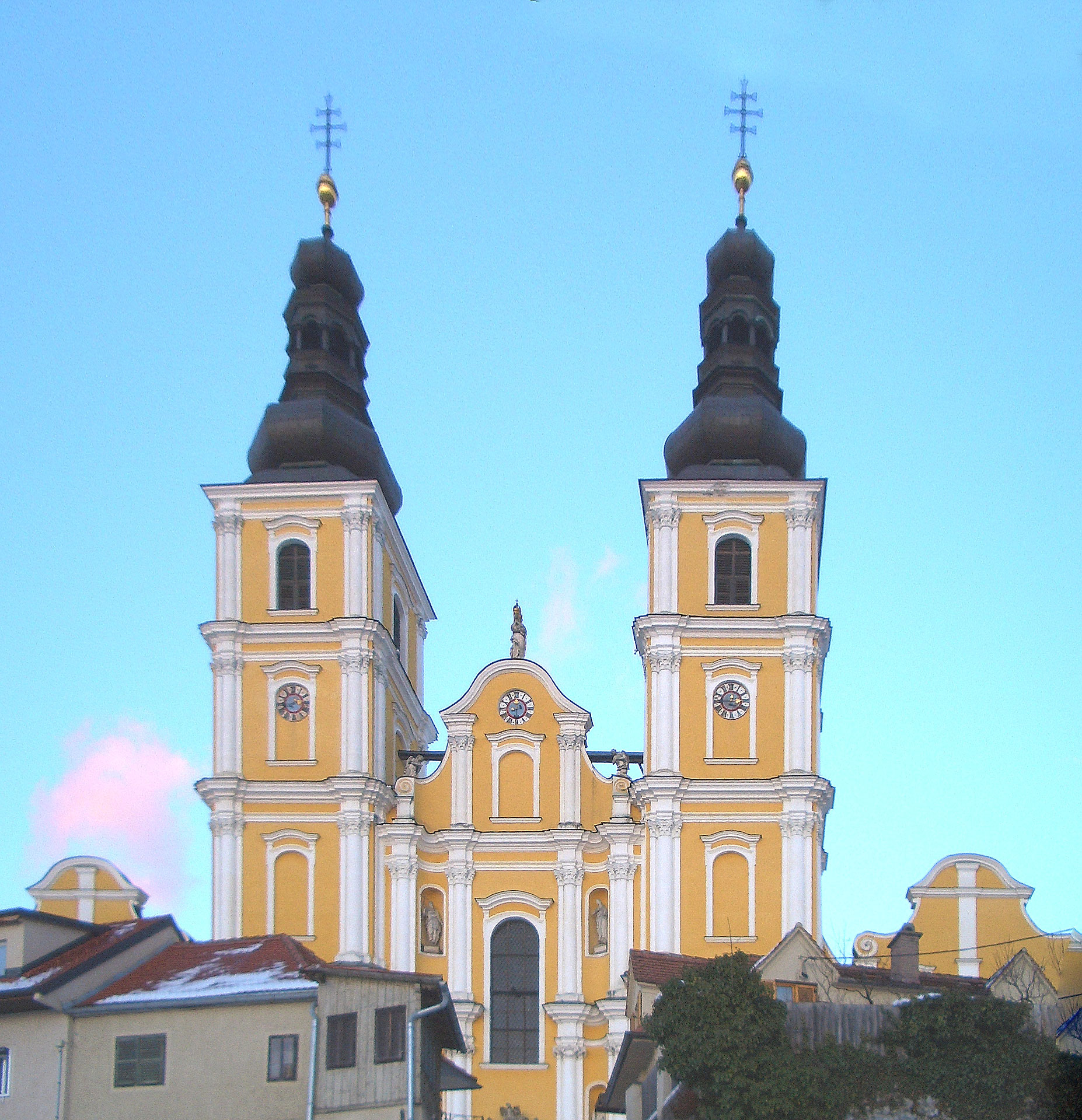
Mariatrost 1714–

- Wallfahrtskirche Mariatrost

Baubeginn der Wallfahrtskirche Mariatrost war 1714, die unter Beteiligung von Johann Georg Stengg und der Bauleitung seines Vaters Andreas Stengg errichtet wurde. Beide waren sie mit Hofmaurermeister Bartholom#us Ebner beruflich und privat sehr verbunden. Die ersten zwei Jahre soll an den Planungen auch Ebner mitgewirkt haben.

### In der Steiermark
- Riegersburg im Bezirk Südoststeiermark[15]

1679 ist Bartlme Ebner als Baumeister der Riegersburg dokumentiert. Die ersten vier Tore werden ihm zugeschrieben.
- Pfarrkirche Voitsberg

Einst war es die Kirche des Karmeliterordens in Voitsberg, dieser Orden stand bei „Hof“ und „Landschaft“ hoch in Gunst. Sie stifteten hohe Geldbeträge und förderten den Kirchenbau, die größte Hilfe war, dass sie den Hofbaumeister zur Verfügung stellten, das war damals - Bartolome Ebner. Der Bau weist mit Ebners Grazer Ursulinenkirche wesentliche Ähnlichkeiten auf.
- Pfarrkirche St. Sebastian in Bad Blumau[19]

Ein Erdrutsch im Jahre 1701 zerstörte die Kirche. Nach Plänen von Hofarchitekt Bartholomäus Ebner begann 1702 der Neubau,  gefördert von Graf Georg Sigmund von Trauttmansdorff als Kirchenvogt.
- Pfarrkirche St. Nikolai im Sausal im Bezirk Leibnitz[21]

Von 1705 bis 1710 erbaute Meister Ebner in der zum Stift Admont gehörenden Kirche St. Niko1ai im Sausal ein neues Langhaus  und erhöhte den Kirchturm um einen Stock.